# Rhopalum gracile
Rhopalum gracile är en stekelart som beskrevs av Wesmael 1852. Rhopalum gracile ingår i släktet Rhopalum, och familjen Crabronidae. Arten är reproducerande i Sverige.